# اسطوره‌شناسی لیتوانیایی
اسطوره‌شناسی لیتوانیایی (لیتوانیایی: Lietuvių mitologija) اساطیر پاگانیسم لیتوانیایی‌ها و دین لیتوانیایی‌ها پیش از مسیحیت است. لیتوانیایی‌های باستان مانند دیگر هندواروپایی‌ها، اساطیر چند خدایی و ساختار مذهبی داشتند. در لیتوانی پیش از مسیحیت، اساطیر بخشی از دین چند خدایی بود. پس از مسیحیت، اساطیر بیشتر در فولکلور، آداب و رسوم و آیین‌های جشن باقی ماند. اساطیر لیتوانیایی بسیار نزدیک به اساطیر سایر قومیت‌های بالتی پروسی‌ها و لتونیایی‌ها است و بخشی از اساطیر بالتی به‌شمار می‌رود.

## منابع و شواهد

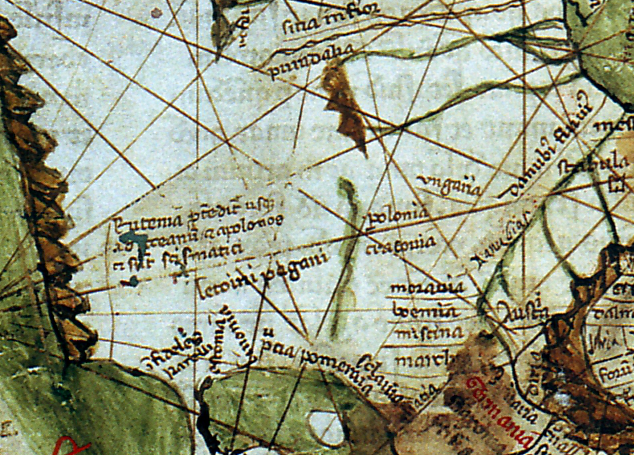
لیتوانی در مپا موندی پیترو وسکونته، ۱۳۲۱. در این سنگ‌نوشته آمده است: Letvini pagani - لیتوانیایی‌های بت‌پرست.

## خدایان لیتوانیایی

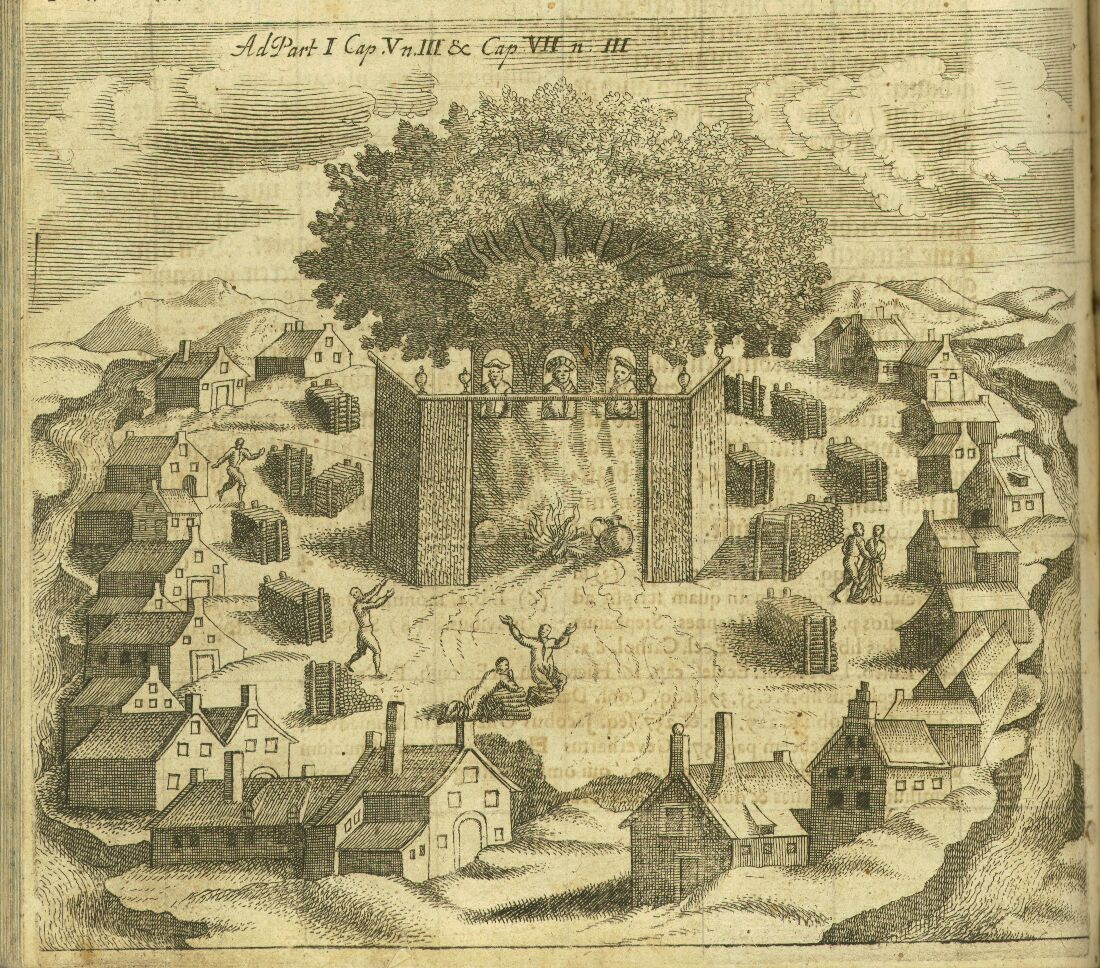
زیارتگاه خیالی رومووا در پروس. از کتاب Alt- und neues Preussen (پروس کهن و نو) کریستوف هارتکنخ، ۱۶۸۴.

### عناصر، اجرام سماوی و پدیده‌های طبیعت

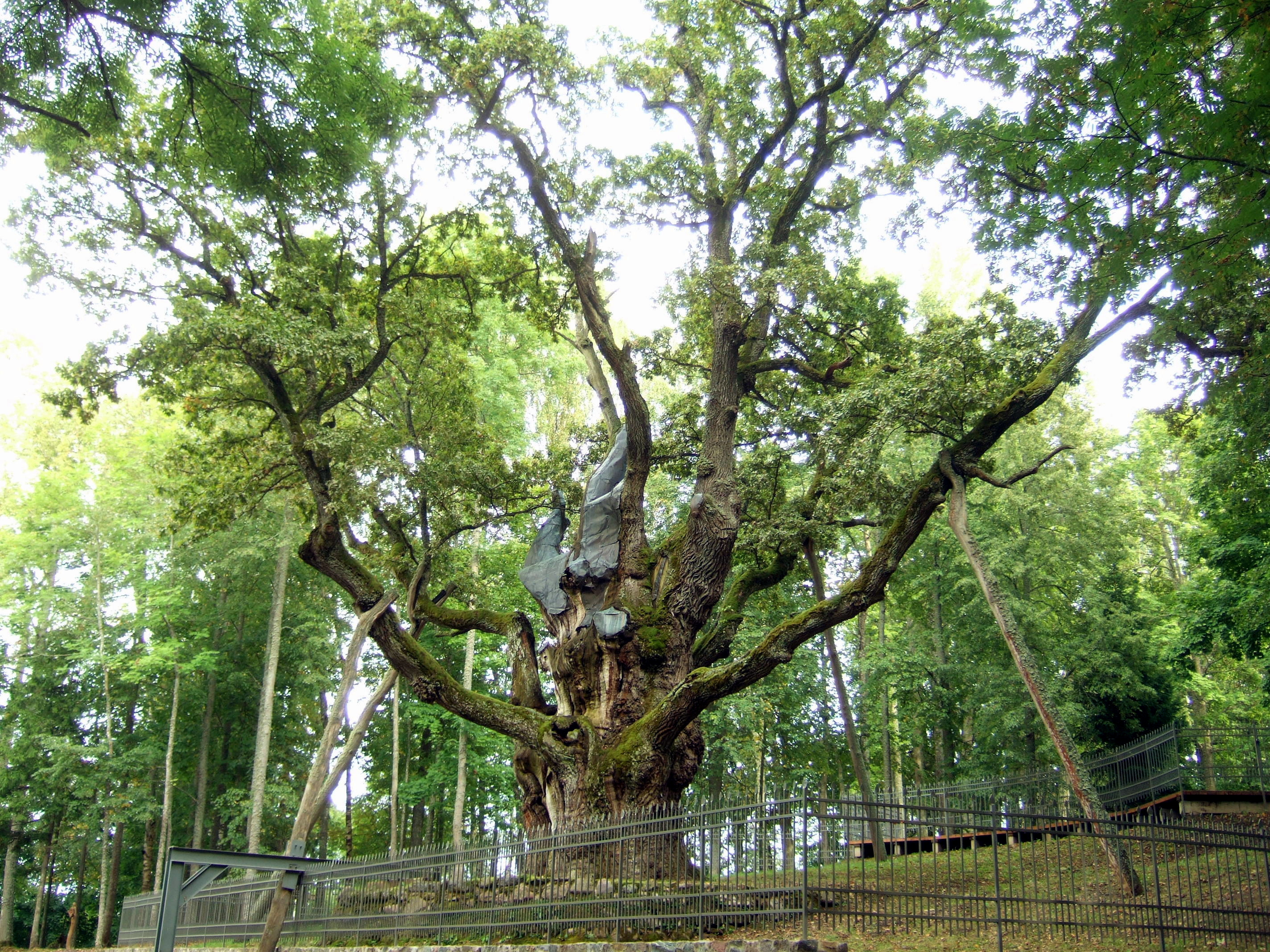
پرستش بلوط به آیین پرکوناس خدای رعد و برق لیتوانیایی مربوط می‌شد.

#### آتش

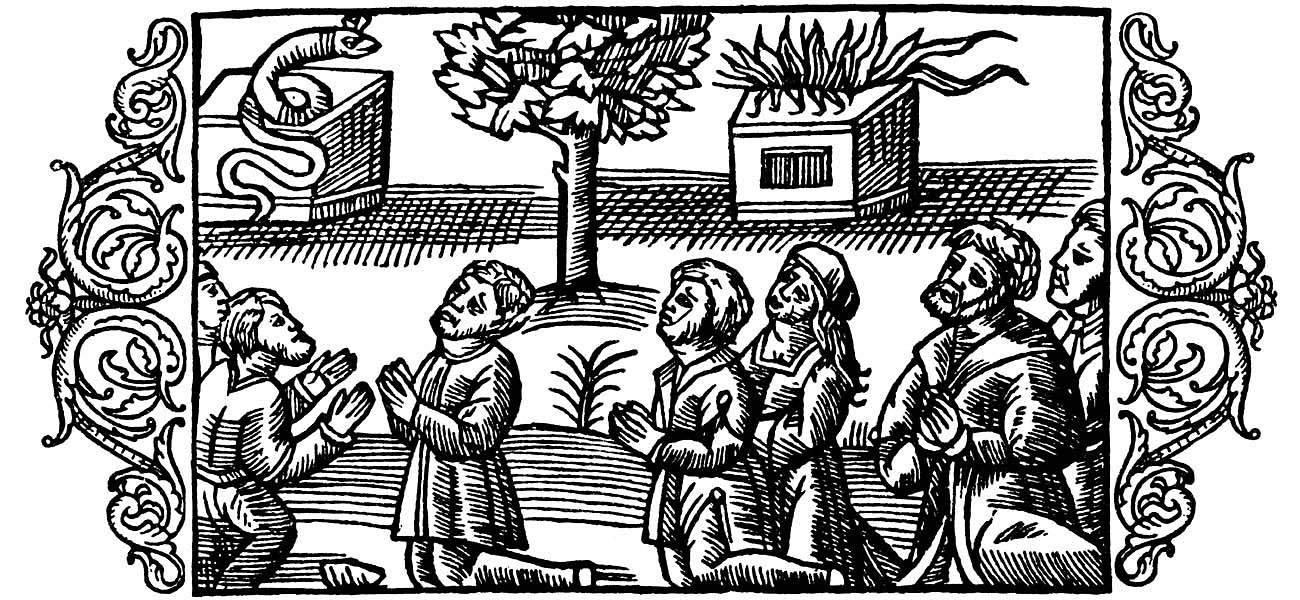
لیتوانیایی‌ها ژالتیس، بلوط و آتش مقدس را پرستش می‌کردند.